# Ламбик
Ламбик е белгийска бира, тип ейл, която се прави в района на Брюксел, чрез спонтанна ферментация с диви дрожди, които виреят само там. Ферментацията протича в бъчви, които са използвани за отлежаване на вино. Тази бира е изключително ароматна.
Според класификациите на типовете бира, ламбик спада към типа „Кисел ейл“ (Sour Ale).

## Технология
За производството на ламбик се използва ечемичен малц и непокълнали зърна пшеница. Хмелът, който се използва за производството на ламбик, трябва да е отлежал не по-малко от три години за намаляване на аромата и горчивината, които са нежелани за този вид бира.
След изваряването течността се премества във винени бъчви. Ферментацията протича под въздействие на намиращите се по стените на бъчвите и във въздуха микроорганизми, най-вече диви дрожди. Основната ферментация продължава около седмица, след което бирата отлежава няколко години.
По начало, ламбикът, който се продава в търговската мрежа, представлява смес от различни негови сортове. Обикновено по-млади сортове ламбик се смесват с по-отлежали за получаване на определен предпочитан вкус и аромат.
Най-отличителна характеристика на ламбиците е спонтанната ферментация на изварената течност. Това означава, че при производството на този вид бира не се използват култивирани бирени дрожди, каквито се прилагат при производството на бирите от типа ейл и лагер. Тяхната роля изпълнява бактерия, която се среща само във въздуха в района на Брюксел и долината на река Зена.
В наши дни в Белгия има само 6 производители на бира от типа ламбик.

## Видове ламбик

### Чист (несмесен) ламбик (Straight (Unblended) Lambic)
Това е бира от една партида, без последващо смесване. Обикновено се пие отлежал около 6 месеца. На цвят е бледожълт до тъмнозлатист. В процеса на отлежаването бирата потъмнява. Бирата е газирана. Младите ламбици имат кисел вкус, който при отлежалите добива плодов привкус на ябълка, грейпфрут и мед. Хмелната горчивина е слаба или напълно отсъства. Има мек дъбов и/или цитрусов аромат. Типични търговски марки от този вид са: Cantillon Grand Cru Bruocsella, Boon, De Cam, Cantillon, Drei Fonteinen, Lindemans и Girardin;

### Гьоз (Gueuze)
Гьоз традиционно се произвежда чрез смесване на 1, 2 и 3 – годишни ламбици. Цветът е златист. Вкусът е плодов, с нюанси на мед, ванилия и дъб. Няма хмелна горчивина. Ароматът е мек, плодов с нюанси на цитруси и мед. Типични търговски марки са: Boon Oude Gueuze, Boon Oude Gueuze Marriage Parfait, De Cam Gueuze, De Cam / Drei Fonteinen Millennium Gueuze, Drei Fonteinen Oud Gueuze, Cantillon Gueuze, Hanssens Gueuze, Lindemans Gueuze Cuvee Rene, Girardin Gueuze (Black Label), Mort Subite (нефилтриран) Gueuze, Oud Beersel Oude Gueuze;

### Плодов ламбик (Fruit Lambic)
Ламбиците на плодова основа най-често се правят, както и гезе, чрез смесване на 1, 2 и 3 – годишни ламбици. Плодовете се добавят по средата на отлежаването и дрождите извличат всички захари от плодовета. Плодовете могат да бъдат добавени в некупажиран ламбик. Най-разпространените видове плодови ламбици са крик (kriek, вишни), фрамбоаз (framboise, малина) и дрювенламбик (от грозде мускат). Видът на плодовете обикновено определя цвета на ламбика. Бирата е газирана. Доминира вкуса и аромата на добавените плодове. При младата бира плодовият вкус е подчертан, който в процеса на отлежаване отслабва. Усеща се мек ванилен и/или дъбов привкус. Хмелна горчивина липсва. Плодовите ламбици не са подходящи за дълго отлежаване. Типични търговски марки са: Boon Framboise Marriage Parfait, Boon Kriek Marriage Parfait, Boon Oude Kriek, Cantillon Fou Fonne (кайсия), Cantillon Kriek, Cantillon Lou Pepe Kriek, Cantillon Lou Pepe Framboise, Cantillon Rose de Gambrinus, Cantillon St. Lamvinus (мерло), Cantillon Vigneronne (мускат), De Cam Oude Kriek, Drie Fonteinen Kriek, Girardin Kriek, Hanssens Oude Kriek, Oud Beersel Kriek.

### Фаро (Faro)
В миналото фаро е подсладена бира с ниско съдържание на алкохол, направена от смес от ламбик и много по-лека, прясно сварена бира (наречена meertsbier, която не било задължително да бъде ламбик), към която добавяли кафява захар (понякога карамел, меласа или билки). Захарта се добавяла преди сервиране и бирата не е имала възможност да ферментира допълнително. Използването на лека бира (или дори вода) и на нестандартен ламбик в обща смес водело да получаването на евтина, лека и сладка бира за ежедневна употреба.
Съвременните Фаро бири все още се характеризират с използването на кафява захар и ламбик (но не само светъл), но използването на meertsbier е изчезнало, поради което на тях вече не се гледа като на евтини или само светли бири. Съвременната Фаро е бутилирана, подсладена и пастьоризирана, за да се предотврати повторната ферментация в бутилката, с алкохолно съдържание: 4,0 – 5,5 %. Типични търговски марки са: Cantillon, Boon, Lindemans, Mort Subite.